# Psammocryptus
Psammocryptus — род жесткокрылых из семейства чернотелок.

## Описание
Надкрылья с правильными рядами точек; междурядья тонко пунктированы.

## Систематика
В составе рода:
- Psammocryptus minutus (Tauscher, 1812)
- Psammocryptus bogatchevi Nabozhenko, Chigray & Bekchanov[2]
- Psammocryptus bayeri bayeri Koch, 1943[2]
- Psammocryptus bayeri vachshianus Nabozhenko & Chigray[2]
- Psammocryptus kompantsevae Nabozhenko & Chigray[2]
- Psammocryptus prosternalis Koch, 1943[2]